# イギリス領ニュージーランド

イギリス領ニュージーランド
Colony of New Zealand (英語)
Aotearoa (マオリ語)

ニュージーランドの位置

イギリス領ニュージーランド（イギリスりょうニュージーランド）では、1841年から1907年までイギリスの植民地であったニュージーランドについて述べる。イギリス政府の権力は、イギリスの君主を代表するニュージーランド総督に与えられた。1852年、ニュージーランド憲法が成立し、植民地は自治を認められた。その後、1853年に最初の議会が選出され、1856年には自治政府が確立された。1907年、ニュージーランドはドミニオンとなり、大英帝国内での自治をより明確に認めることになった。ニュージーランドの首都は、オールドラッセル（1841年）、オークランド（1841年-1865年）、ウェリントン（1865年以降）の順に遷都された。1907年、ニュージーランドは大英帝国内の自治をより明確に認めて自治領となった。

## 設立
1840年1月にシドニーからニュージーランドの主権を宣言した後、ウィリアム・ホブソン大尉がニュージーランドを訪問し、1840年2月1日に同じ宣言を発出した。その後、ワイタンギ条約は1840年2月6日に、イギリス代表とマオリ族首長との間で締結され、ウィリアム・ホブソンは1840年5月21日に2つの正式な宣言によって、ニュージーランドの島々に対するイギリスの主権を宣言した。最初の宣言で、ホブソンは北島に対するイギリスの主権を宣言した。北島に対する主張の根拠は、ワイタンギ条約だった。条約の英語版では、マオリ族はイギリス国民としての権利、特権、保護を得る見返りに、主権を譲渡した。条約のマオリ語版では、この点について、一般的に主権ではなく統治として翻訳されている「カワナタンガ」と記載されており、この点は現在でも多くの論争と政治的議論の対象となっている。2番目の宣言では、ホブソンは1769年のジェームズクック大尉による「最初の発見」に基づいて、南島とスチュアート島に対するイギリスの主権を宣言した。
当初、ニュージーランドはニューサウスウェールズ植民地の一部であり、副総督のホブソンはニューサウスウェールズ植民地総督に従わなければならなかった。特許証により、英国政府は1840年11月16日にニュージーランド植民地設立憲章を発行した。憲章には、ニュージーランド植民地が1841年5月3日にニューサウスウェールズ植民地から独立した別の植民地として設立されると記された。

## 直轄植民地
直轄植民地の設立により、ホブソンはニュージーランドの総督になった。また、総督の補佐機関として、ニュージーランド政府の最初の機関である行政院と立法議会も設立された。
行政院は、司法長官、植民地秘書官、植民地大臣で構成されていた。立法院は、総督、行政院および総督によって任命された3人の治安判事で構成されていた。立法院は、条例、法定文書を発行する権限を持っていた。
植民地は、ニューアルスター州（北島）、ニューマンスター州（南島）、ニューラインスター州（スチュアート島）の3つの州に分けられた。

## 自治の要求
植民地に新しいヨーロッパ人の入植地が設立されると、自治への要求が高まった。ニュージーランド会社の入植地であるポートニコルソン（ウェリントン）には、独自の選挙による議会があったが、1840年にウィリアム・ホブソン副総督によって強制的に解散させられた。その後、ウェリントンは、1848年にウェリントン入植者憲法協会を設立したサミュエル・レヴァンズを中心とし、入植者による代議制による政府を求める運動の中心地となった。
最初のニュージーランド憲法は1846年に可決されたが、ジョージ・グレイ総督は、国をヨーロッパ人とマオリ人の地区に分割する規定に反対した。その結果、1852年の新法制定までの6年間、ほぼ全ての法律が停止され、1846年の法律の中で唯一有効だったのは、ニュージーランド初の州の創設に関するものだった。その間に、グレイは、州議会と中央代表議会を設置し、マオリ地区と知事の公選制を認める独自の法律案を起草した。後者の草案は、グレイの憲法が採択されたとき英国議会によって却下された。

### 1852年憲法
2番目のニュージーランド憲法は1852年に制定され、植民地の中心的な憲法になった。それは立法評議会と選出された下院からなる総会を創設した。第1回下院議員総選挙は1853年7月14日から10月1日にかけて行われた。
第1回ニュージーランド議会は1854年5月24日に開催された。行政長官であるロバート・ウィンヤードは、新議会から植民地政府を直ちに認められるよう要求され、6月2日、下院は、エドワード・ギボン・ウェイクフィールドが後援するその旨の決議を可決した。ウィンヤードは、植民地省がその派遣文書において植民地政府について言及しなかったと述べて、拒否した。執行委員会は、政府の設置に反対するようウィンヤードに助言し、その間に、彼は説明を求めてロンドンに役人を派遣した。ウィンヤードはその後、選出された国会議員を執行委員会に加えることを提案し、ジェームズ・フィッツジェラルド、ヘンリー・スーウェル、フレデリック・ウェルドを執行委員に任命した。妥協案は数週間機能したが、8月1日、議会は大臣を任命する全面的な権限を要求した。 ウィンヤードは拒否し、3人の議員全員が執行委員を辞任した。これを受けてウィンヤードは2週間議会を休会した。8月31日、彼はトーマス・フォーサイス、ジャーニンガム・ウェイクフィールド、ジェームズ・マッカンドリューを執行委員会に任命したが、議会が再び会合したとき、委員に不信任決議案が提出された。
議会は1855年8月8日に会合し、その時までにウィンヤードは植民地省から独自の政府を設置するよう指示を受けていた。トーマス・ゴア・ブラウン新総督は1855年9月6日に着任し、ウィンヤードの職務を解いた。1858年1月28日、ウィンヤードは立法評議会に任命された。
トーマス・ゴア・ブラウン知事はその後、自治は1855年に選出された第2回ニュージーランド議会で自治が始まると発表した。ヘンリー・スウェルは総督から政府を設立するよう要請された。彼は5月7日に植民地秘書官に就任し、事実上ニュージーランドの初代首相になった。しかし、スウェル政権は短命だった。1856年5月20日、州主義派閥のリーダーであるウィリアム・フォックスへと交代した。しかし、フォックス自身も政権を長く維持できず、穏健派のエドワード・スタッフォードに敗れた。

## ドミニオンへの昇格
ニュージーランドのイギリス統治は1907年9月26日まで続き、1907年の帝国会議による決定及びニュージーランド政府の要請により、エドワード7世はニュージーランドを自治領（ドミニオン）と宣言した。同日、国王はニューファンドランド植民地にドミニオンの地位を与える別の勅令を発布した。1907年の植民地からドミニオンへの昇格は形式的であり、ニュージーランドの事実上の独立は、ウェストミンスター憲章適用法（1947年）に基づき同憲章（1931年）がニュージーランドに適用されてからである。（ただしイギリスはニュージーランドの要請に応じて立法する権利を保持していた）。 特定の植民地の制定法はその後しばらくの間存続し、1852年ニュージーランド憲法は、最終的に1986年憲法に置き換えられた。

### 昇格
1907年9月26日に、ニュージーランドの自治領の地位を認める勅令が発布された。
「エドワードR.＆I。我らは立法評議会及び下院議員の請願により、ニュージーランド植民地からニュージーランド自治領の称号に置き換えることを決定しました。したがって、われわれは、枢密院の助言により、この勅令を発布することが適切と考えた。1907年9月26日以降にニュージーランド植民地とそれに属する領土は、ニュージーランド自治領の称号で呼ばれ、知られるものとして布告、命令、宣言する。この宣言に基づき、すべての公的部門に命令を下す。この宣言は、バッキンガム宮殿において9月9日、エドワード7世より授けられる。神よ、王を救いたまえ。」

## シンボル
ニュージーランド植民地が最初に使用した旗はイギリスのユニオンフラッグだった。しかし、1865年の植民地海軍防衛法により植民地政府が所有するすべての船に、植民地紋章の付いたイギリス海軍の旗を掲揚することを義務付けていた。しかし、当時のニュージーランドには独自の紋章がなく、実際には青い旗に「NZ」の文字が記載されたものを使用した。ニュージーランド植民地は、イギリスと同じ王室の紋章を使用していた。
1869年、イギリス海軍の船HMSブランシュの中尉であるアルバート・ヘイスティングス・マーカムは、ニュージーランド総督のジョージ・ボーエンに国旗のデザインを提出した。当初は政府船でのみ使用されていたが、1902年の第二次ボーア戦争から生じた愛国心の急増で事実上の国旗として採用されることになった。さまざまなデザインの国旗の混乱を収束させるために法案を可決し、1902年3月24日にエドワード7世によって承認され、この旗をニュージーランドの国旗として宣言した。
- 1867年まで使用されたユニオンジャック
- ニュージーランドの海軍旗、1867〜 1869年
- 1869年の国旗。1902年に正式に採択。